# Johannes Bäßler
Johannes Bäßler (3 mai 1892 à Grasegrund, arrondissement de Bunzlau - 9 novembre 1944) est un generalleutnant allemand de la Seconde Guerre mondiale qui a également servi dans l'armée de l'Allemagne impériale pendant la Première Guerre mondiale. Il commande deux Panzerdivision sur le front de l'Est puis la 242e division d'infanterie, stationnée dans le sud de la France. Après la débarquement allié en Provence, Bäßler et sa division sont chargés de défendre Toulon. Il est grièvement blessé dans les combats et rapatrié en Allemagne bien qu'il ait été initialement capturé comme prisonnier de guerre. Johannes Bäßler meurt de ses blessures dans un hôpital de Vienne en novembre 1944.
Il est le frère du generalleutnant Erich Bäßler (uk).

## Biographie
Né en 1892, Bäßler rejoint l'armée de l'Allemagne impériale le 20 janvier 1914 et est nommé leutnant (sous-lieutenant) dans l'infanterie au 156e régiment d'infanterie (pl). Son certificat d'officier est antidaté au 22 juin 1912. Avec son frère aîné Erich, il participe à la Première Guerre mondiale sur le front de l'Ouest, mais est blessé dès les premières semaines du conflit. Il ne regagne le front qu'à la fin de l'année 1914. Par la suite, Johannes Bäßler traverse toute la guerre : il reçoit les deux classes de la croix de Fer et est promu Oberleutnant en août 1917.
Après la fin de la guerre, il reste dans l'armée en étant intégré au 16e régiment d'infanterie au printemps 1920. En 1935, après l'arrivée au pouvoir d'Hitler, Bäßler est chef des opérations de la 1re Panzerdivision . Promu oberst (colonel), de 1938 à 1939, il commande le Panzer-Regiment 4, qui fait partie de la 2e Panzerdivision.
Lors du déclenchement de la Seconde Guerre mondiale, Bäßler est chef d'état-major du 11e corps d'armée et participe en tant que tel à l'invasion de la Pologne. Il reste en poste à cette fonction pendant la bataille de France, l'invasion de la Yougoslavie et l'opération Barbarossa, jusqu'en février 1942.
En avril 1942, alors Generalmajor, Johannes Bäßler reçoit le commandement de la 9e Panzerdivision  qui opère à ce moment autour de la ville de Shchtschigry, à l'est de Koursk.  En juillet 1942, cette division est impliquée dans de violents combats pour sécuriser le flanc nord allemand autour de Zemlyansk (en), au nord-ouest de Voronej, lorsque Bäßler est gravement blessé et doit donc quitter son commandement le 27 juillet 1942.  Il revient au front le 16 novembre 1942 après une période de convalescence, en prenant le commandement de la 14e Panzerdivision qui est à ce moment engagée dans la bataille de Stalingrad. Il dirige la division depuis Stalingrad pendant, 10 jours, étant à nouveau blessé le 26 novembre 1942. Il évita ainsi d'être capturé lorsque les Allemands se rendirent au début de l'année 1943.
Bäßler retourne au service actif en juillet 1943 lorsqu'il est nommé commandant de la 242e division d'infanterie nouvellement formée.   Initialement basée dans le nord-est de l'Allemagne, cette unité est transférée à Liège en Belgique pour y suivre son entraînement et servir en parallèle de troupe d'occupation. En octobre 1943, la division, destinée à être une unité statique dédiée à l'occupation est déplacée dans le sud de la France et en février suivant, Bäßler est promu generalleutnant (général de division). Au lendemain du lancement de l'opération Dragoon, l'invasion alliée du sud de la France à la mi-août 1944, Bäßler et sa division reçoivent d'Hitler l'ordre de tenir la ville de Toulon jusqu'au dernier homme. La 242e division d'infanterie résiste aux forces françaises lors de la bataille de Toulon pendant dix jours avant que Bäßler, grièvement blessé dans les combats une fois de plus, ne se rende avec ses hommes le 26 août 1944.  Bien qu'initialement fait prisonnier de guerre par les Alliés, il est rapatrié en Allemagne peu après sa capture et transporté jusque dans un hôpital militaire de Vienne. C'est là que, le 27 novembre 1944, le generalleutnant Bäßler décède de ses blessures. 